# Видеманн, Эйльхард
Эйльхард Эрнст Густав Видеманн (нем. Eilhard Wiedemann; 1 августа 1852, Берлин — 7 января 1928, Эрланген) — немецкий физик и историк науки. В области физики он работал над явлениями флуоресценции и фосфоресценции. В истории науки особенно интересовался наследием исламской цивилизации.
Эйлхард Видеманн был сыном физика Густава Генриха Видеманна (1826–1899) и братом египтолога Альфреда Видеманна (1856–1936), а в 1891 году стал отцом Эйлхарда Видеманна младшего (сын стал профессором лесоводства).

## Образование и карьера
Он изучал физику в университетах Гейдельберга и Лейпцига и получил докторскую степень в 1872 году с диссертацией на тему «Об эллиптической поляризации и ее связи с цветом поверхности тел» (нем. Über die elliptische Polarisation und ihre Beziehung zu den Oberflächenfarben der Körper). Видеманн стал частным доцентом в Лейпциге в 1876 году, доцентом в Лейпциге в 1878 году и профессором физики в университете Эрлангена в 1886 году после того, как был профессором в Дармштадте в 1886 году.

## Работы
С 1877 года он и его отец долгое время редактировали приложения к Annalen der Physik. Видеманн проявлял интерес к широкому кругу тем.
В 1888 году он ввел термин люминесценция от латинского слова lumen, означающего свет, а затем в 1895 году вместе с Фёдором Шмидтом — термин термолюминесценция. Совместно с немецкими исследователями Генрихом Герцем и Ойгеном Гольдштейном он проводил эксперименты с трубками Крукса, предполагая, что колебания эфира представляют собой новую форму электромагнитного излучения, и что они отличаются от носителей тока в трубке.
Совместно со своим ассистентом Фридрихом Хаузером он исследовал часы эпохи исламского средневековья.
Среди его докторантов был Ганс Гейгер (1882–1945).

## Награды и отличия
В 1887 году он был избран членом Немецкой академии наук Леопольдина. С 1885 по 1886 год он был экстраординарным членом Саксонской академии наук. В 1919 году студенческое объединение AMV Fridericiana Erlangen сделало его почетным членом. Его рукописи, заметки и корреспонденция хранятся в Немецком музее в Мюнхене.